# Martin Steingassner

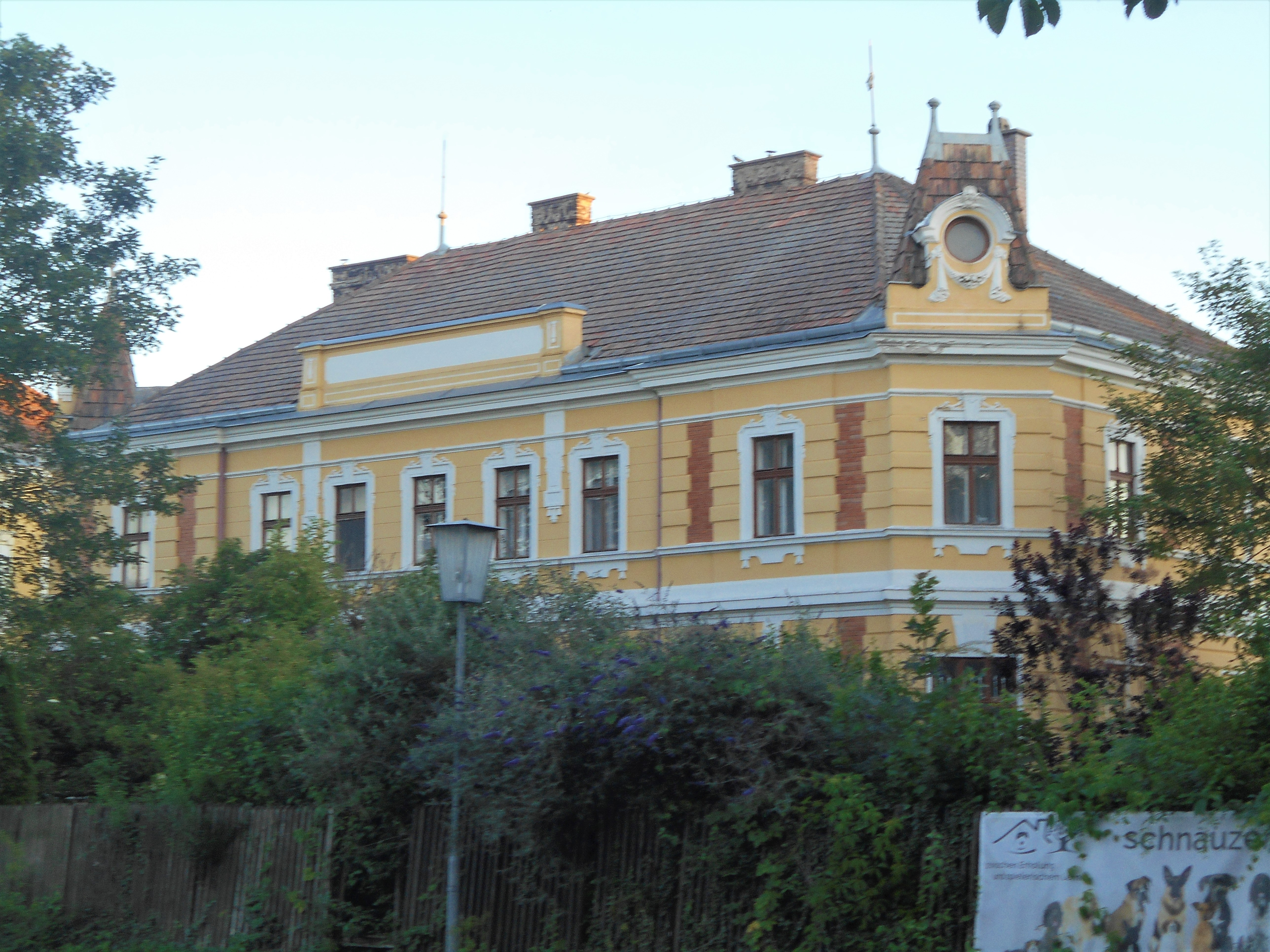
Verwaltungsgebäude in Frättingsdorf

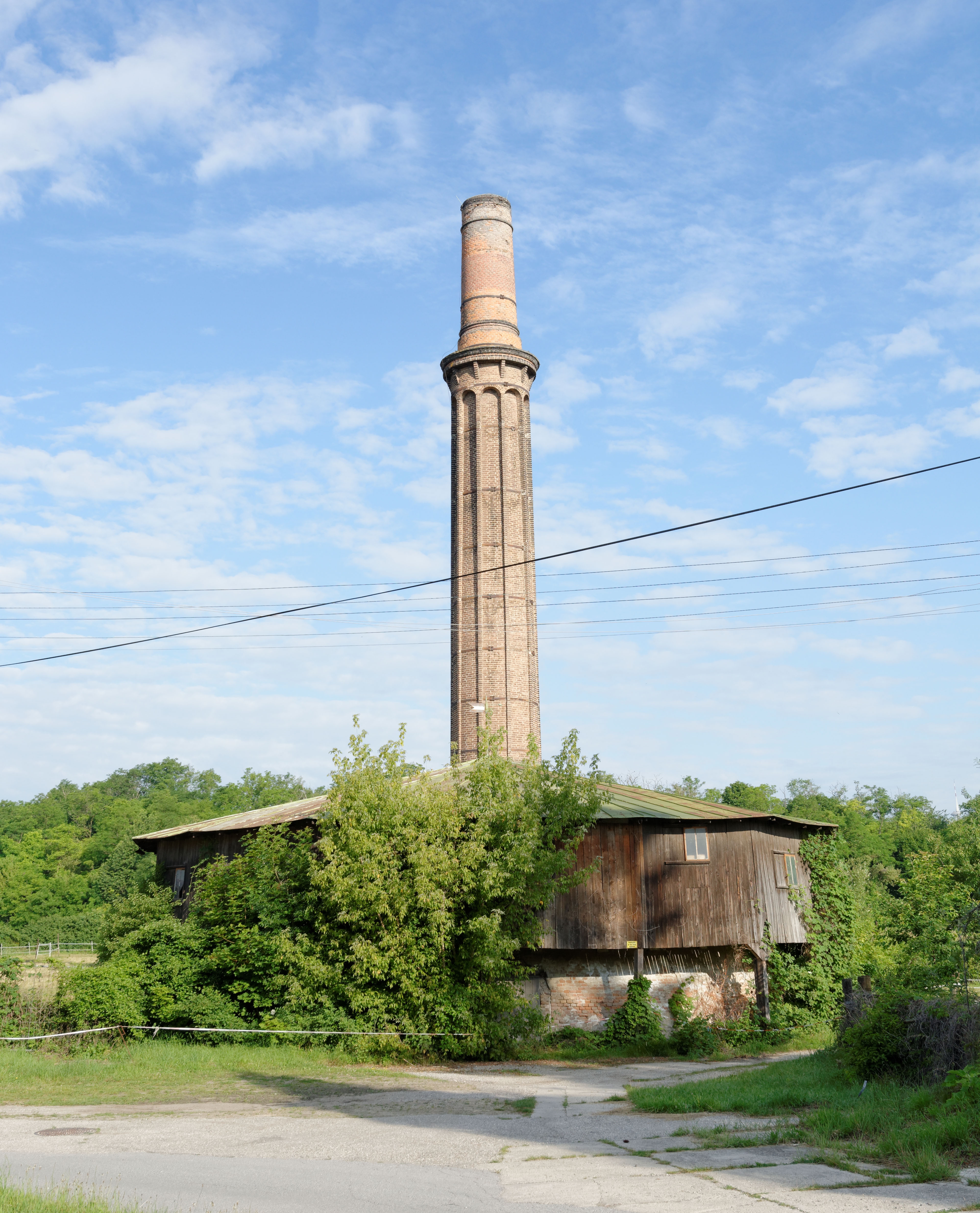
Ziegelofen Neubau-Kreuzstetten

Martin Steingassner (* 1838; † 12. April 1917) war im späten 19. Jahrhundert der bedeutendste Ziegelfabrikant im niederösterreichischen Weinviertel.

## Leben
Bereits als 16-Jähriger übernahm Steingassner einen Feldofen in Hörersdorf. Am Ende der Gründerzeit nannte er die Ziegeleien in Frättingsdorf,  Neubau-Kreuzstetten, Stillfried, Wolkersdorf im Weinviertel und Grusbach (heute: Hrušovany) in Südmähren sein Eigen und avancierte damit zum größten Unternehmer des Weinviertels. Der Sitz des Unternehmens befand sich in Frättingsdorf. Die im Jahr 1870 errichtete Ziegelei in Frättingsdorf soll, so berichten Chroniken, mit zwei Ringöfen eine der bedeutendsten Ziegeleien der Monarchie gewesen sein. Steingassner errichtete seine Ziegeleien stets unmittelbar an Bahnlinien, um das Herbeischaffen der nötigen Kohle und den Abtransport der Ziegel zu vereinfachen, was einen enormen Wettbewerbsvorteil darstellte. So eröffnete im Jahr 1884 der Ringofen beim Bahnhof Neubau-Kreuzstetten, 1893 der Ringofen beim Bahnhof Stillfried, 1896 beim Bahnhof Wolkersdorf und 1900 beim Bahnhof Grusbach, die an der Laaer Ostbahn oder im Fall von Stillfried an der Nordbahn lagen. Für die meist aus Mähren kommenden Arbeitskräfte errichtete Steingassner nicht nur Arbeiterwohnhäuser, sondern betrieb an seinen Standorten auch Gasthäuser, in denen er das in seiner Poysdorfer Brauerei gebraute Bier ausschenkte. Auch Kaufhäuser und Postämter entstanden um die Arbeitersiedlungen. 
Ein Ringofen in Frättingsdorf war bis 1973 in Betrieb und der Ringofen in Neubau-Kreuzstetten bis 1975, letzterer ist noch erhalten und steht unter Denkmalschutz.